# Chanasir
Chanasir (arab. ‏خناصر‎) – miejscowość w Syrii, w muhafazie Aleppo. W spisie z 2004 roku liczyła 2397 mieszkańców.
Podczas wojny w Syrii przez Chanasir wiodła droga zaopatrzeniowa lojalistów do Aleppo. 25 sierpnia 2013 Chanasir zostało zajęte przez rebeliantów, 4 października 2013 odbite przez syryjską armię; 23 lutego 2016 zajęte przez ISIS, 25 lutego ponownie odzyskane przez armię.